# 瓜卡 (桑坦德省)
瓜卡是哥倫比亞的城鎮，位於該國東北部，由桑坦德省負責管轄，距離首府布卡拉曼加87公里，始建於1553年4月12日，面積271平方公里，海拔高度2,162米，2005年人口6,780。
6°53′N 72°52′W / 6.883°N 72.867°W